# Nothobachia ablephara
Nothobachia ablephara is een hagedis uit de familie Gymnophthalmidae. Het is de enige soort uit het monotypische geslacht Nothobachia.
De soortaanduiding ablephara komt uit het Grieks en betekent 'zonder oogleden'. De hagedis heeft wel oogleden maar deze zijn over het oog gelegen als een soort bril en kunnen niet worden bewogen.
Nothobachia ablephara werd voor het eerst wetenschappelijk beschreven door Miguel Trefaut Rodrigues in 1984. De soort komt voor in delen van Zuid-Amerika en leeft endemisch in Brazilië in de staat Bahia.